# Isiah Kiplangat Koech
Isiah Kiplangat Koech (ur. 19 grudnia 1993 w Kericho) – kenijski lekkoatleta specjalizujący się w biegach długich.
W roku 2009 zdobył złoty medal i został mistrzem świata juniorów młodszych w biegu na 3000 metrów. Podczas przełajowych mistrzostw świata w Bydgoszczy (2010) wraz z kolegami z reprezentacji zwyciężył w rywalizacji drużynowej. Sukces ten powtórzył rok później na kolejnym przełajowym czempionacie globu. W 2013 sięgnął po brąz w biegu na 5000 metrów podczas mistrzostw świata w Moskwie. Srebrny medalista igrzysk Wspólnoty Narodów w Glasgow oraz mistrzostw Afryki w Marrakeszu (2014).
Zwycięzca łącznej punktacji Diamentowej Ligi 2012 w biegu na 5000 metrów.

## Osiągnięcia
| Rok  | Impreza                                   | Miejsce          | Konkurencja           | Lokata      | Wynik    |
| ---- | ----------------------------------------- | ---------------- | --------------------- | ----------- | -------- |
| 2009 | Mistrzostwa świata juniorów młodszych     | Tyrol Południowy | bieg na 3000 m        | 1. miejsce  | 7:51,51  |
| 2010 | Mistrzostwa świata w biegach przełajowych | Bydgoszcz        | bieg juniorów na 8 km | 4. miejsce  | 22:24    |
| 2010 | Mistrzostwa świata w biegach przełajowych | Bydgoszcz        | drużynowo (juniorzy)  | 1. miejsce  |          |
| 2011 | Mistrzostwa świata w biegach przełajowych | Punta Umbría     | bieg juniorów na 8 km | 10. miejsce | 23:10    |
| 2011 | Mistrzostwa świata w biegach przełajowych | Punta Umbría     | drużynowo (juniorzy)  | 1. miejsce  |          |
| 2011 | Mistrzostwa świata                        | Daegu            | bieg na 5000 m        | 4. miejsce  | 13:24,95 |
| 2012 | Igrzyska olimpijskie                      | Londyn           | bieg na 5000 m        | 5. miejsce  | 13:43,83 |
| 2013 | Mistrzostwa świata                        | Moskwa           | bieg na 5000 m        | 3. miejsce  | 13:27,26 |
| 2014 | Igrzyska Wspólnoty Narodów                | Glasgow          | bieg na 5000 m        | 2. miejsce  | 13:14,06 |
| 2014 | Mistrzostwa Afryki                        | Marrakesz        | bieg na 5000 m        | 2. miejsce  | 13:35,73 |
| 2014 | Puchar interkontynentalny                 | Marrakesz        | bieg na 5000 m        | 1. miejsce  | 13:26,86 |
| 2015 | Mistrzostwa świata                        | Pekin            | bieg na 5000 m        | 8. miejsce  | 13:55,98 |
| 2016 | Halowe mistrzostwa świata                 | Portland         | bieg na 3000 m        | 8. miejsce  | 8:01,70  |
| 2016 | Igrzyska olimpijskie                      | Rio de Janeiro   | bieg na 5000 m        | eliminacje  | 13:25,15 |

## Rekordy życiowe
- bieg na 3000 metrów – 7:30,43 (17 sierpnia 2012, Sztokholm)
- bieg na 5000 metrów – 12:48,64 (6 lipca 2012, Paryż)
- bieg na 3000 metrów (hala) – 7:32,89 (14 lutego 2012, Liévin) były halowy rekord świata juniorów
- bieg na 5000 metrów (hala) – 12:53,29 (11 lutego 2011, Düsseldorf) halowy rekord świata juniorów